# Abschnittsbefestigung Hochschanze
Die Abschnittsbefestigung Hochschanze ist eine abgegangene Abschnittsbefestigung in der niederbayerischen Gemeinde Neuburg am Inn im Landkreis Passau. Die Anlage liegt in einem Waldgebiet etwa 1600 m westlich der Ortsmitte von Neuburg. Die Anlage wird als Bodendenkmal unter der Aktennummer D-2-7446-0107 im Bayernatlas als „Abschnittsbefestigung vor- und frühgeschichtlicher Zeitstellung“ geführt.

## Beschreibung
Die Abschnittsbefestigung Hochschanze ist eine sich in Nord-Süd-Richtung auf 500 m Länge und in West-Ost-Richtung auf maximal 200 m Breite sich erstreckende unregelmäßig längliche Anlage. Sie wird von zwei Bachtälern (Walkbach und Langsambrunnbach) eingegrenzt, die danach in den Biberbach münden. Das gewölbte Plateau erhebt sich bis zu 20 m in West-Ost-Richtung und 30 m in Nord-Süd-Richtung über die beiden begleitenden Gerinne. Ein von mehreren Waldwegen durchbrochener Wall erhebt sich um 0,8 m über dem Innenraum. Geringfügige Hinweise verweisen auf einen vorgelagerten Graben. Randwälle sind nicht zu erkennen.